# Chthonius dacnodes
Chthonius dacnodes es una especie de arácnido  del orden Pseudoscorpionida de la familia Chthoniidae.

## Distribución geográfica
Se encuentra en las Azores, España y en Italia.